# Ghiacciaio Swanson
Il ghiacciaio Swanson è un ghiacciaio lungo circa 17 km situato sulla costa di Oates, nella regione nord-occidentale della Dipendenza di Ross, in Antartide. In particolare, il ghiacciaio, il cui punto più alto si trova a circa 1800 m s.l.m., ha origine nella regione meridionale del versante orientale della dorsale Daniels, una catena montuosa facente parte dei monti USARP, da dove fluisce verso est, scorrendo lungo il fianco settentrionale dello sperone Thompson.

## Storia
Il ghiacciaio Swanson è stato mappato per la prima volta dallo United States Geological Survey grazie a fotografie scattate dalla marina militare statunitense (USN) durante ricognizioni aeree e terrestri effettuate nel periodo 1960-62, e così battezzato dal Comitato consultivo dei nomi antartici in onore di Charles D. Swanson, un biologo del Programma Antartico degli Stati Uniti d'America di stanza alla stazione McMurdo nella stagione 1967-68.